# Jurij Nesterov
Jurij Igorevitj Nesterov (ryska: Юрий Игоревич Нестеров), född 23 februari 1967 i Leningrad (nuvarande Sankt Petersburg), är en sovjetisk-rysk tidigare handbollsspelare (mittsexa). Han är 2,06 meter lång.
Han var med och tog OS-guld 1988 i Seoul.